# Arquivo II: 1991-2000
Arquivo II: 1991-2000 é um álbum-coletânea dos Paralamas do Sucesso, lançado em 2000. O álbum contém músicas de todos os álbuns lançados entre 1991 e 1998 dos Paralamas, exceto Severino (que teve músicas consideradas mas foi deixado por ter sido impopular), e assim como o Arquivo original, uma regravação ("Mensagem de Amor", de O Passo do Lui, eleita pelo site) e uma inédita ("Aonde Quer Que Eu Vá").
"Aonde Quer Que Eu Vá" fora escrita por Herbert Vianna em conjunto com Paulo Sérgio Valle (a dupla antes compusera "Se Eu Não te Amasse Tanto Assim" e "A Lua Q Eu T Dei" para Ivete Sangalo), tendo como inspiração um labrador seu que morrera. A música fora um grande sucesso, sendo a música mais buscada dos Paralamas no site Vaga-lume e incluída na novela Um Anjo Caiu do Céu. Teve um videoclipe estrelando Débora Bloch e Fernanda Torres (que à época faziam a peça Duas Mulheres e um Cadáver).
| Críticas profissionais                                                      | Críticas profissionais |
| Avaliações da crítica                                                       | Avaliações da crítica  |
| Fonte                                                                       | Avaliação              |
| --------------------------------------------------------------------------- | ---------------------- |
| All Music Guide                                                             | (sem nota)             |
| CliqueMusic                                                                 | [ 6 ]                  |
| Esta tabela precisa de ser acompanhada por texto em prosa. Consulte o guia. |                        |

## Faixas
1. Trac-Trac (Track-Track) (Fito Paez, versão Herbert Vianna)
2. Tendo a Lua (Herbert Vianna/Tetê Tillet)
3. Mensagem de Amor (Herbert Vianna)
4. Lourinha Bombril (Parate y Mira) (Diego Blanco/Bahiano, versão Herbert Vianna)
5. La Bella Luna(Herbert Vianna)
6. Busca Vida (Herbert Vianna)
7. Uma Brasileira (Herbert Vianna/Carlinhos Brown)
8. Luís Inácio (300 Picaretas) (Herbert Vianna)
9. Saber Amar (Herbert Vianna)
10. Ela Disse Adeus (Herbert Vianna)
11. O Amor Não Sabe Esperar (Herbert Vianna)
12. Aonde Quer Que Eu Vá (Herbert Vianna/Paulo Sérgio Valle)

- Faixas 1 e 2: Os Grãos
- Faixa 3: O Passo do Lui (regravação)
- Faixas 4, 5 e 6: Nove Luas
- Faixas 7, 8 e 9: Vamo Batê Lata
- Faixas 10 e 11: Hey Na Na
- Faixa 12: inédita